# Felelőtlenség (Csillagkapu: Atlantisz)

## Ismertető
| Figyelem: Itt a Csillagkapu: Atlantisz 3. évadjának cselekményét vagy a végkifejletet is olvashatod. |

Sheppardék újra találkoznak Lucius Luvinnal, aki egy ősi technológiát felhasználva megment egy falut, amelynek lakossága ezért hősként kezdi el ünnepelni. A Sheppard érkezésének a híre eljut a száműzött Geni-hoz Acastus Kolyához is, aki elhatározza, hogy végleg leszámol az alezredessel.

## Külső hivatkozások
- Stargate Wiki link (angolul)

- Hivatalos Stargate Atlantis honlap. MGM
- Spoilers Archiválva 2009. április 14-i dátummal a Wayback Machine-ben a GateWorld weboldalon